# Jean Starobinski
Jean Starobinski (ur. 17 listopada 1920 w Genewie, zm. 4 marca 2019 w Morges) – szwajcarski filozof i krytyk literacki.

## Życiorys
Jean Starobinski studiował najpierw literaturę klasyczną, później medycynę na uniwersytecie w Genewie – uzyskał doktorat z literatury i medycyny. Wykładał literaturę francuską na Johns Hopkins University, Uniwersytecie Bazylejskim i na Uniwersytecie Genewskim, gdzie wykładał historię idei oraz historię medycyny.
Jako literaturoznawca związany ze szkołą genewską; pisał o literaturze francuskiej XVIII wieku, Rousseau, Diderocie, Wolterze i Montaigne’u.
Jean Starobinski należał do Académie des Sciences Morales et Politiques, Institut de France oraz innych akademii nauk w Europie i USA.

## Dzieła
- Montesquieu, Paris, Seuil, 1953.
- Jean-Jacques Rousseau: la transparence et l’obstacle, Paris, Plon, 1957; Gallimard, 1971. Jean Jacques Rousseau: przejrzystość i przeszkoda, przełożył Janusz Wojcieszak, Wydawnictwo KR, Warszawa 1999.
- Histoire du traitement de la mélancolie, des origines à 1900 doktorat, Bâle, Acta psychosomatica, 1960.
- L’Œil vivant, Paris, Gallimard, 1961.
- L’Invention de la Liberté, Geneva, Skira, 1964.
- Hamlet and Freud w: Hamlet and Oedipus Ernesta Jonesa, wprowadzenie Jean Starobinski, Tel Gallimard, Poche, ISBN 2-07-020651-3.
- Portrait de l’artiste en saltimbanque, Geneva, Skira, 1970.
- La Relation critique, Paris, Gallimard, 1970; coll. «Tel», 2000.
- Les Mots sous les mots: les anagrammes de Ferdinand de Saussure, Paris, Gallimard, 1971.
- 1789: Les Emblèmes de la Raison, Paris, Flammarion, 1973; (wyd. polskie 1789. Emblematy rozumu, przełożyła Maryna Ochab, Czytelnik (1997).
- Trois Fureurs, Paris, Gallimard, 1974.
- La conscience du corps, w: Revue Française de Psychanalyse, 1981, nr 45/2,
- Montaigne en mouvement, Paris, Gallimard, 1982.
- Claude Garache, Paris, Flammarion, 1988.
- Table d’orientation, Lausanne, L’Âge d’homme, 1989.
- Le Remède dans le mal. Critique et légitimation de l’artifice à l’âge des Lumières, Paris, Gallimard, 1989.
- La mélancolie au miroir. Trois lectures de Baudelaire, Paris, Julliard, 1990.
- Diderot dans l’espace des peintres, Paris, Réunion des Musées Nationaux, 1991.
- Largesse, Paris, Réunion des Musées Nationaux, 1994.
- Action et réaction. Vie et aventures d’un couple, Paris, Seuil, 1999.
- La Poésie et la guerre, chroniques 1942-1944, Zoé, Geneva, 1999.
- La Caresse et le fouet, André Chénier, ze sztychami Claude’a Garache, Editart, D. Blanco, Geneva, 1999.